# Visbank (Delft)
De Visbank (ook wel vismarkt genoemd) is een vismarkt in het centrum van de plaats Delft, in de Nederlandse provincie Zuid-Holland. De bebouwing is gesitueerd tegen de westelijke gevel van de Vleeshal op de hoek van de Hippolytusbuurt. De gebouwde hal komt mogelijk uit de 18e eeuw en bestaat uit kolommen, die een houten kap dragen.
Het object is een rijksmonument.
De Visbank was een locatie in Delft waar allerlei visproducten werden verkocht. Op 11 januari 2025 werd dit bedrijf gesloten.

## Galerij

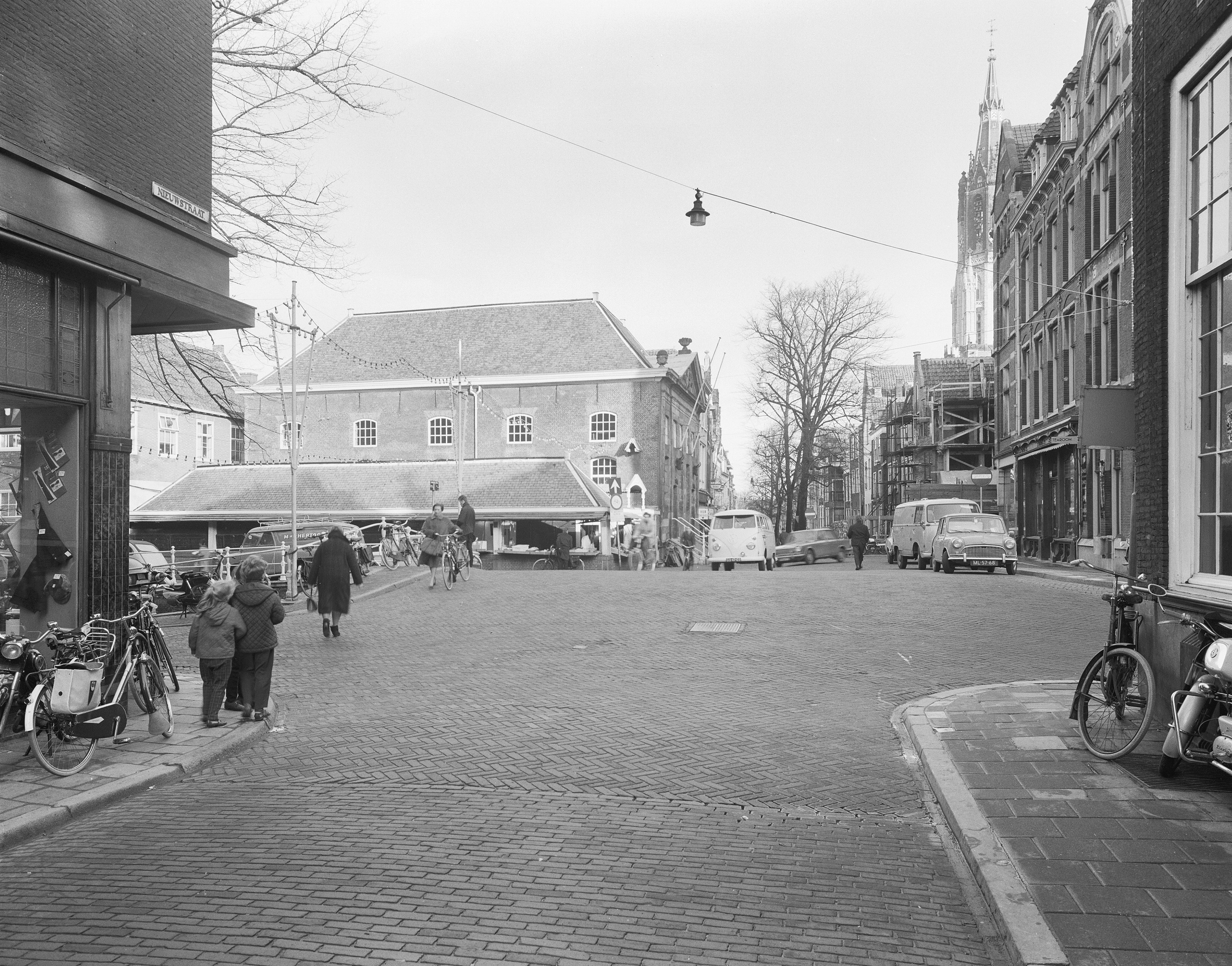
Overzicht
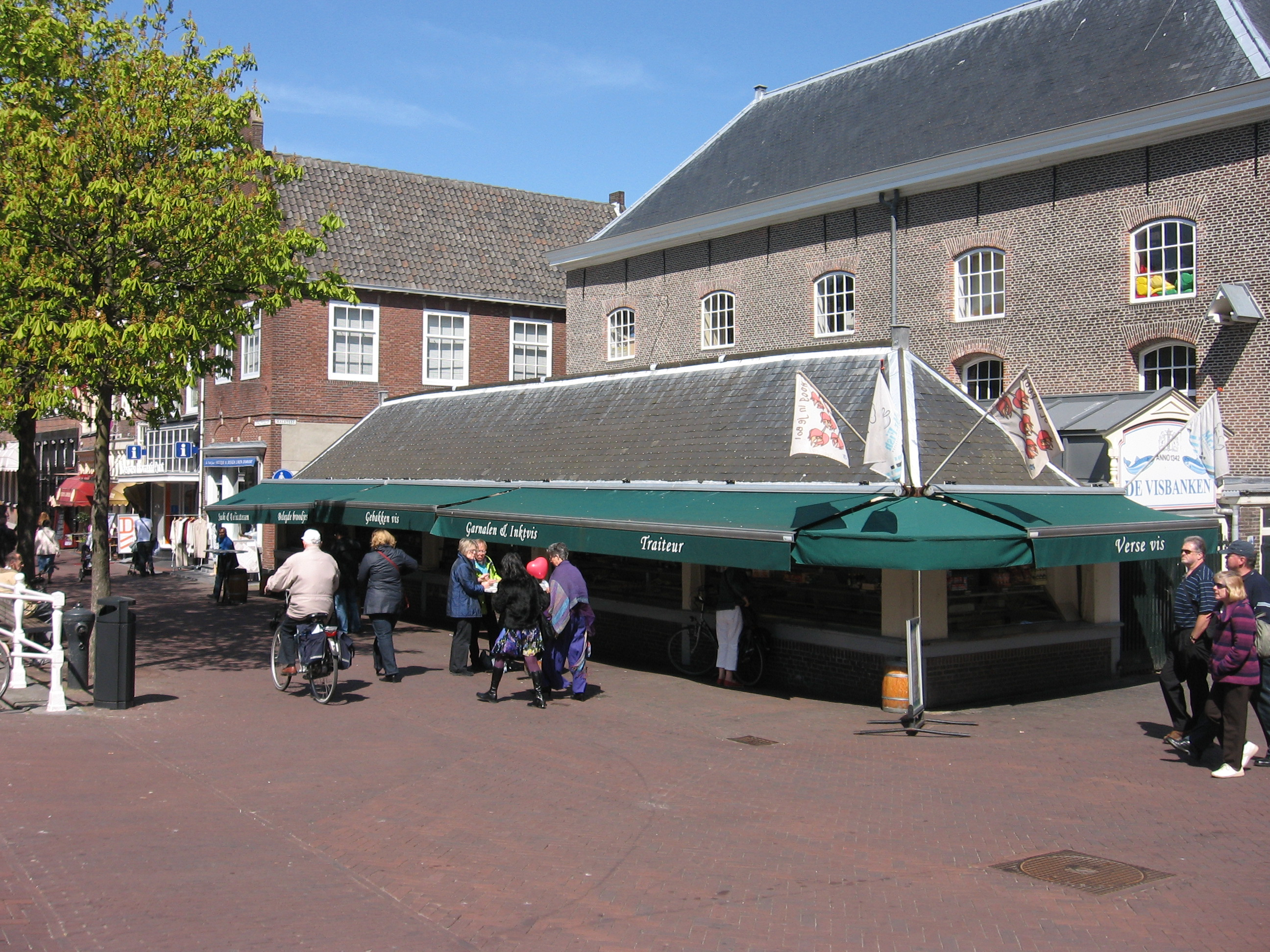
Overzicht
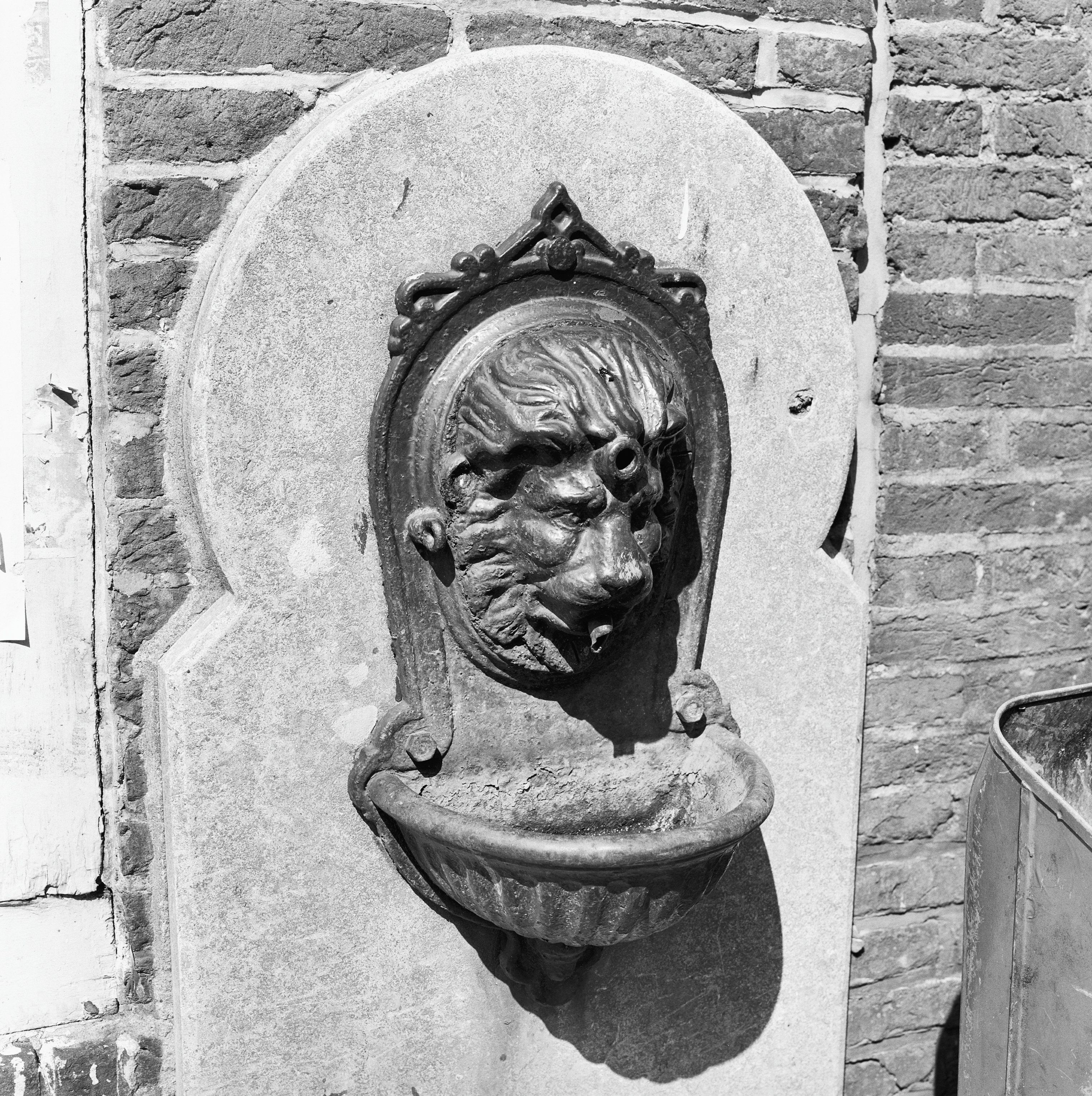
Gietijzeren fonteintje bij de Vishal
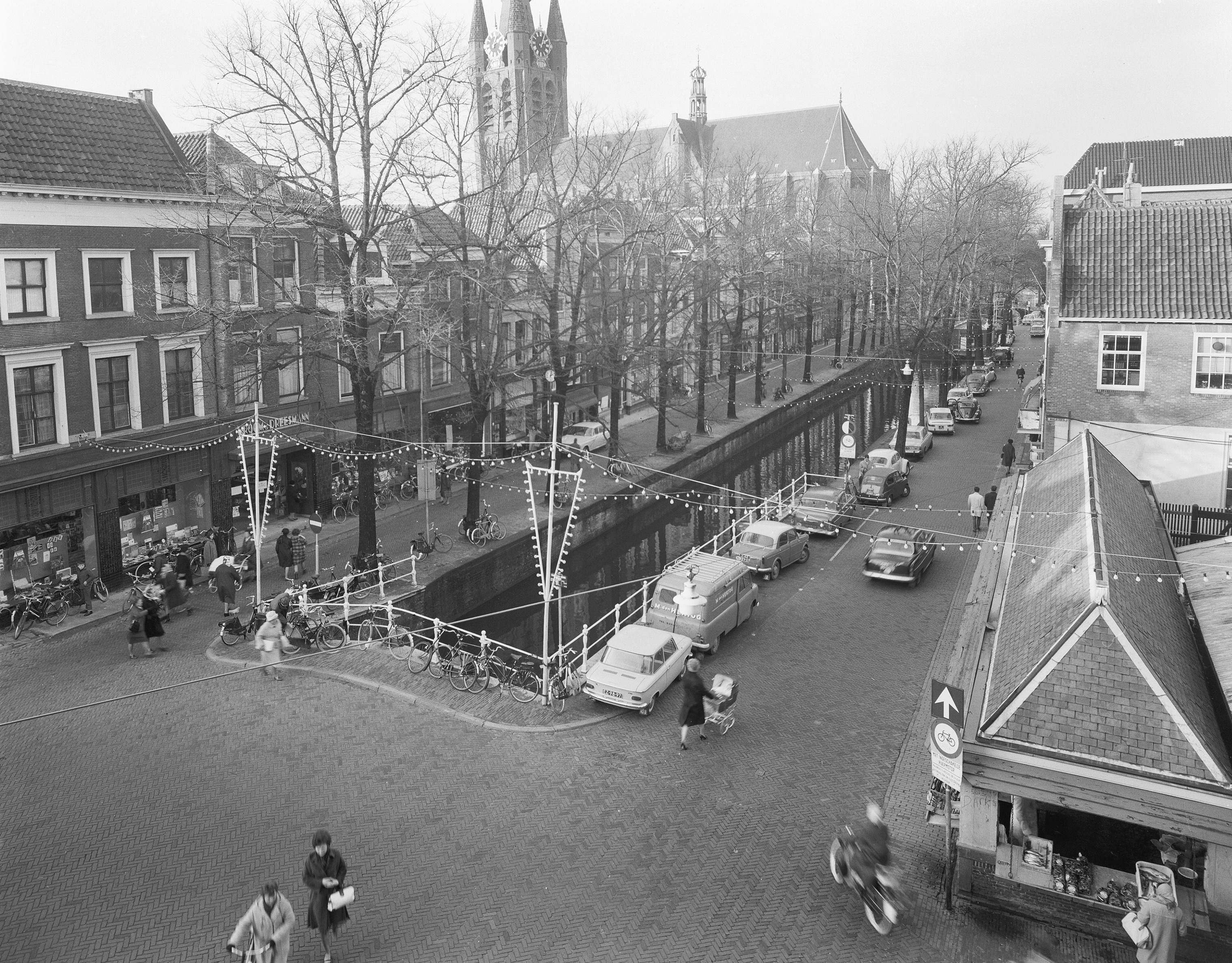
Overzicht